# Meilleurs handballeurs de l'année en Espagne
Les meilleurs handballeurs de l'année en Espagne sont désignés chaque saison au cours d'une cérémonie annuelle de remise de récompenses à destination des acteurs du handball professionnel espagnol.

## Meilleurs joueurs
La désignation du meilleur joueur jusqu'à la 2004-2005 n'est pas connue.
| Saison    | Joueur                      | Équipe                |
| --------- | --------------------------- | --------------------- |
| 2005-2006 | Arpad Šterbik               | BM Ciudad Real        |
| 2006-2007 | Ivano Balić                 | Portland San Antonio  |
| 2007-2008 | Cristian Malmagro           | Portland San Antonio  |
| 2008-2009 | Daniel Sarmiento            | CB Ademar León        |
| 2009-2010 | Julen Aguinagalde           | BM Ciudad Real        |
| 2010-2011 | Danijel Šarić               | FC Barcelone          |
| 2011-2012 | Julen Aguinagalde (2)       | BM Atlético de Madrid |
| 2012-2013 | Julen Aguinagalde (3)       | BM Atlético de Madrid |
| 2013-2014 | Nikola Karabatic            | FC Barcelone          |
| 2013-2014 | Danijel Šarić (2)           | FC Barcelone          |
| 2014-2015 | Nikola Karabatic (2)        | FC Barcelone          |
| 2015-2016 | Adrià Figueras              | BM Granollers         |
| 2016-2017 | Gonzalo Pérez de Vargas     | FC Barcelone          |
| 2017-2018 | Adrià Figueras (2)          | BM Granollers         |
| 2018-2019 | Raúl Entrerríos             | FC Barcelone          |
| 2019-2020 | Jaime Fernández             | CB Ademar León        |
| 2020-2021 | Raúl Entrerríos (2)         | FC Barcelone          |
| 2021-2022 | Dika Mem                    | FC Barcelone          |
| 2022-2023 | Gonzalo Pérez de Vargas (2) | FC Barcelone          |
| 2023-2024 | Carlos Álvarez (de)         | CB Ademar León        |

Les joueurs ayant été récompensé à au moins deux reprises sont :
| Joueur                  | Nombre | Saison                          |
| ----------------------- | ------ | ------------------------------- |
| Julen Aguinagalde       | 3      | 2009-2010, 2011-2012, 2012-2013 |
| Danijel Šarić           | 2      | 2010-2011, 2013-2014            |
| Nikola Karabatic        | 2      | 2013-2014, 2014-2015            |
| Adrià Figueras          | 2      | 2015-2016, 2017-2018            |
| Raúl Entrerríos         | 2      | 2018-2019, 2020-2021            |
| Gonzalo Pérez de Vargas | 2      | 2016-2017, 2022-2023            |

## Palmarès complet par saison

### Avant 1998
- saison 1990-1991[réf. nécessaire]
  - meilleur joueur :  Bogdan Wenta, CD Bidasoa Irun
  - meilleur joueurs étrangers :  Bogdan Wenta et  Alfreð Gíslason (CD Bidasoa Irun)
- saison 1991-1992[réf. nécessaire]
  - meilleur joueur :  Bogdan Wenta, CD Bidasoa Irun
  - meilleur joueurs étrangers :  Bogdan Wenta et  Alfreð Gíslason (CD Bidasoa Irun)
- saison 1994-1995
  - meilleur joueur étranger :  Nenad Peruničić (CD Bidasoa Irun)[1]
  - meilleur demi-centre :  Bogdan Wenta (FC Barcelone)

### De 1998 à 2002
Sur cette période sont désignés le meilleur joueur espagnol, le meilleur joueur étranger et, parfois, le meilleur espoir :
- saison 1997-1998[2]
  - meilleur joueur espagnol : Enric Masip (FC Barcelone)
  - meilleur joueur étranger :  Alexandru Buligan (Portland San Antonio)
- saison 1998-1999[2]
  - meilleur joueur espagnol : Alberto Entrerríos (Ademar León)
  - meilleur joueur étranger :  Patrik Ćavar (FC Barcelone)
- saison 1999-2000[2]
  - meilleur joueur espagnol :  Rafael Guijosa, FC Barcelone[3]
  - meilleur joueur étranger :  Patrick Cazal (Bidasoa Irun)
- saison 2000-2001[2],[4]

| Rang | Joueur              | Club                 | Votes |
| ---- | ------------------- | -------------------- | ----- |
| 1    | Jackson Richardson  | Portland San Antonio | 689   |
| 2    | Kasper Hvidt        | Ademar León          | 566   |
| 3    | László Nagy         | FC Barcelone         | 453   |
| 4    | Magnus Andersson    | Ademar León          | 306   |
| 5    | Mikhaïl Iakimovitch | Portland San Antonio | 156   |

| Rang | Joueur                | Club                 | Votes |
| ---- | --------------------- | -------------------- | ----- |
| 1    | Alberto Entrerríos    | Ademar León          | 804   |
| 2    | José Javier Hombrados | Portland San Antonio | 249   |
| 3    | Julio Muñoz (es)      | BM. Galdar           | 166   |
| 4    | Enric Masip           | FC Barcelone         | 111   |
| 5    | David Barrufet        | FC Barcelone         | 104   |

Le titre du meilleur espoir est désigné à Iker Romero, arrière gauche d'Ademar León âgé de 20 ans, qui devance nettement Ion Belaustegui, 21 ans et arrière droit du BM Valladolid.
- saison 2001-2002[5],[6],[7]
  - meilleur joueur espagnol : Alberto Entrerríos (FC Barcelone)
  - meilleur joueur étranger :  Jackson Richardson (Portland San Antonio)
  - meilleur espoir :  Iker Romero (BM Ciudad Real)

### Saison2002-2003
| Poste           | Joueur                | Équipe               |
| --------------- | --------------------- | -------------------- |
| Meilleur joueur | non décerné           | non décerné          |
| Gardien de but  | David Barrufet        | FC Barcelone         |
| Ailier gauche   | Juanín García         | CB Ademar León       |
| Arrière gauche  | Enric Masip           | FC Barcelone         |
| Pivot           | Dragan Škrbić         | FC Barcelone         |
| Demi-centre     | Jackson Richardson    | Portland San Antonio |
| Arrière droit   | László Nagy           | FC Barcelone         |
| Ailier droit    | Antonio Carlos Ortega | FC Barcelone         |
| Entraîneur      | Valero Rivera         | FC Barcelone         |

### Saison2003-2004
| Poste                      | Joueur                | Équipe               |
| -------------------------- | --------------------- | -------------------- |
| Meilleur joueur            | non décerné           | non décerné          |
| Gardien de but (2 joueurs) | David Barrufet        | FC Barcelone         |
| Gardien de but (2 joueurs) | José Javier Hombrados | Ciudad Real          |
| Ailier gauche              | Juanín García         | CB Ademar León       |
| Arrière gauche             | Alberto Entrerríos    | BM Ciudad Real       |
| Pivot                      | Dragan Škrbić         | FC Barcelone         |
| Demi-centre                | Jackson Richardson    | Portland San Antonio |
| Arrière droit              | Ólafur Stefánsson     | BM Ciudad Real       |
| Ailier droit               | Albert Rocas          | Portland San Antonio |
| Entraîneur                 | Manolo Cadenas        | CB Ademar León       |

### Saison2004-2005
| Poste           | Joueur                | Équipe               |
| --------------- | --------------------- | -------------------- |
| Meilleur joueur | non décerné           | non décerné          |
| Gardien de but  | José Javier Hombrados | BM Ciudad Real       |
| Ailier gauche   | Juanín García         | CB Ademar León       |
| Arrière gauche  | Iker Romero           | FC Barcelone         |
| Pivot           | Rolando Uríos         | BM Ciudad Real       |
| Demi-centre     | Jackson Richardson    | Portland San Antonio |
| Arrière droit   | László Nagy           | FC Barcelone         |
| Ailier droit    | Mirza Džomba          | BM Ciudad Real       |
| Entraîneur      | Juan Carlos Pastor    | BM Valladolid        |

### Saison2005-2006
| Poste           | Joueur             | Équipe               |
| --------------- | ------------------ | -------------------- |
| Meilleur joueur | Arpad Šterbik      | BM Ciudad Real       |
| Gardien de but  | Arpad Šterbik      | BM Ciudad Real       |
| Ailier gauche   | Juanín García      | FC Barcelone         |
| Arrière gauche  | Iker Romero        | FC Barcelone         |
| Pivot           | Rolando Uríos      | BM Ciudad Real       |
| Demi-centre     | Ivano Balić        | Portland San Antonio |
| Arrière droit   | Eric Gull          | BM Valladolid        |
| Ailier droit    | Mirza Džomba       | BM Ciudad Real       |
| Entraîneur      | Juan Carlos Pastor | BM Valladolid        |

### Saison2006-2007
| Poste           | Joueur             | Équipe               |
| --------------- | ------------------ | -------------------- |
| Meilleur joueur | Ivano Balić        | Portland San Antonio |
| Gardien de but  | Arpad Šterbik      | BM Ciudad Real       |
| Ailier gauche   | Juanín García      | FC Barcelone         |
| Arrière gauche  | Alberto Entrerríos | BM Ciudad Real       |
| Pivot           | Rolando Uríos      | BM Ciudad Real       |
| Demi-centre     | Ivano Balić        | Portland San Antonio |
| Arrière droit   | Ólafur Stefánsson  | BM Ciudad Real       |
| Ailier droit    | Albert Rocas       | Portland San Antonio |
| Entraîneur      | Manolo Cadenas     | CB Ademar León       |

### Saison2007-2008
Les meilleurs joueurs du Championnat d'Espagne masculin de handball 2007-2008 ont été élus par les entraîneurs de la Liga ASOBAL
| Poste           | Joueur            | Équipe               |
| --------------- | ----------------- | -------------------- |
| Meilleur joueur | Cristian Malmagro | Portland San Antonio |
| Gardien de but  | / Arpad Šterbik   | BM Ciudad Real       |
| Ailier gauche   | Juanín García     | FC Barcelone         |
| Arrière gauche  | Demetrio Lozano   | FC Barcelone         |
| Pivot           | Hector Castresana | CB Ademar León       |
| Demi-centre     | Daniel Sarmiento  | CB Ademar León       |
| Arrière droit   | Cristian Malmagro | Portland San Antonio |
| Ailier droit    | Albert Rocas      | Portland San Antonio |
| Défenseur       | Viran Morros      | BM Ciudad Real       |
| Entraîneur      | Jordi Ribera      | CB Ademar León       |

### Saison2008-2009
| Poste           | Joueur            | Équipe         |
| --------------- | ----------------- | -------------- |
| Meilleur joueur | Daniel Sarmiento  | CB Ademar León |
| Gardien de but  | Arpad Šterbik     | BM Ciudad Real |
| Ailier gauche   | Juanín García     | FC Barcelone   |
| Arrière gauche  | Jérôme Fernandez  | BM Ciudad Real |
| Pivot           | Héctor Castresana | CB Ademar León |
| Demi-centre     | Daniel Sarmiento  | CB Ademar León |
| Arrière droit   | Ólafur Stefánsson | BM Ciudad Real |
| Ailier droit    | Luc Abalo         | BM Ciudad Real |
| Défenseur       | Didier Dinart     | BM Ciudad Real |
| Entraîneur      | Talant Dujshebaev | BM Ciudad Real |

### Saison2009-2010
| Poste           | Joueur                | Équipe              |
| --------------- | --------------------- | ------------------- |
| Meilleur joueur | Julen Aguinagalde     | BM Ciudad Real      |
| Gardien de but  | Arpad Šterbik         | BM Ciudad Real      |
| Ailier gauche   | Juanín García         | FC Barcelone        |
| Arrière gauche  | Jérôme Fernandez      | BM Ciudad Real      |
| Pivot           | Julen Aguinagalde     | BM Ciudad Real      |
| Demi-centre     | Raúl Entrerríos       | BM Valladolid       |
| Arrière droit   | László Nagy           | FC Barcelone        |
| Ailier droit    | Luc Abalo             | BM Ciudad Real      |
| Défenseur       | Didier Dinart         | BM Ciudad Real      |
| Entraîneur      | Jesús Javier González | Naturhouse La Rioja |
| Espoir          | Augustas Strazdas     | Lábaro Toledo BM    |

### Saison2010-2011
| Poste           | Joueur                 | Équipe         |
| --------------- | ---------------------- | -------------- |
| Meilleur joueur | Danijel Šarić          | FC Barcelone   |
| Gardien de but  | Danijel Šarić          | FC Barcelone   |
| Ailier gauche   | Juanín García          | FC Barcelone   |
| Arrière gauche  | Antonio García Robledo | BM Granollers  |
| Pivot           | Julen Aguinagalde      | BM Ciudad Real |
| Demi-centre     | Raúl Entrerríos        | FC Barcelone   |
| Arrière droit   | László Nagy            | FC Barcelone   |
| Ailier droit    | Luc Abalo              | BM Ciudad Real |
| Défenseur       | Didier Dinart          | BM Ciudad Real |
| Entraîneur      | Manolo Cadenas         | BM Granollers  |
| Espoir          | Aidenas Malašinskas    | BM Granollers  |

### Saison2011-2012
| Poste           | Joueur                 | Équipe                |
| --------------- | ---------------------- | --------------------- |
| Meilleur joueur | Julen Aguinagalde      | BM Atlético de Madrid |
| Gardien de but  | Danijel Šarić          | FC Barcelone          |
| Ailier gauche   | Martin Stranovsky      | CB Ademar León        |
| Arrière gauche  | Antonio García Robledo | CB Ademar León        |
| Demi-centre     | Joan Cañellas          | BM Atlético de Madrid |
| Pivot           | Julen Aguinagalde      | BM Atlético de Madrid |
| Arrière droit   | László Nagy            | FC Barcelone          |
| Ailier droit    | Luc Abalo              | BM Atlético de Madrid |
| Défenseur       | Magnus Jernemyr        | FC Barcelone          |
| Espoir          | Pablo Cacheda          | SD Octavio            |
| Entraineur      | Manolo Laguna          | CBM Torrevieja        |

### Saison2012-2013
| Poste           | Joueur             | Équipe                |
| --------------- | ------------------ | --------------------- |
| Meilleur joueur | Julen Aguinagalde  | BM Atlético de Madrid |
| Gardien de but  | Danijel Šarić      | FC Barcelone          |
| Ailier gauche   | Juanín García      | FC Barcelone          |
| Arrière gauche  | Siarhei Rutenka    | FC Barcelone          |
| Demi-centre     | Joan Cañellas      | BM Atlético de Madrid |
| Arrière droit   | Alex Dujshebaev    | BM Aragón             |
| Ailier droit    | Víctor Tomás       | FC Barcelone          |
| Pivot           | Julen Aguinagalde  | BM Atlético de Madrid |
| Défenseur       | Viran Morros       | FC Barcelone          |
| Espoir          | Gonzalo Porras     | BM Valladolid         |
| Entraineur      | Jota González (en) | Naturhouse La Rioja   |

### Saison2013-2014
| Poste              | Joueur              | Équipe              |
| ------------------ | ------------------- | ------------------- |
| Meilleurs joueurs, | Nikola Karabatic    | FC Barcelone        |
| Meilleurs joueurs, | Danijel Šarić       | FC Barcelone        |
| Gardien de but     | Danijel Šarić       | FC Barcelone        |
| Ailier gauche      | José Mario Carrillo | Ademar León         |
| Arrière gauche     | Nikola Karabatic    | FC Barcelone        |
| Demi-centre        | Alvaro Ruiz         | BM Granollers       |
| Arrière droit      | Kiril Lazarov       | FC Barcelone        |
| Ailier droit       | Víctor Tomás        | FC Barcelone        |
| Pivot              | Jesper Nøddesbo     | FC Barcelone        |
| Défenseur          | Viran Morros        | FC Barcelone        |
| Espoir             | Alejandro Costoya   | AB Gijón Jovellanos |
| Entraîneur         | Toni García         | BM Granollers       |

### Saison2014-2015
À l'issue du Championnat d'Espagne dominé par le FC Barcelone qui a remporté tous les titres nationaux, l'équipe-type de la saison est formée exclusivement de joueur du club :
| Poste           | Joueur                  | Équipe                |
| --------------- | ----------------------- | --------------------- |
| Meilleur joueur | Nikola Karabatic        | FC Barcelone          |
| Gardien de but  | Gonzalo Pérez de Vargas | FC Barcelone          |
| Ailier gauche   | Guðjón Valur Sigurðsson | FC Barcelone          |
| Arrière gauche  | Nikola Karabatic        | FC Barcelone          |
| Demi-centre     | Raúl Entrerríos         | FC Barcelone          |
| Arrière droit   | Kiril Lazarov           | FC Barcelone          |
| Ailier droit    | Víctor Tomás            | FC Barcelone          |
| Pivot           | Jesper Nøddesbo         | FC Barcelone          |
| Défenseur       | Viran Morros            | FC Barcelone          |
| Entraîneur      | Xavier Pascual Fuertes  | FC Barcelone          |
| Espoir          | Octavio Magadán         | Club Balonmano Zamora |

### Saison2015-2016
À l'issue du Championnat d'Espagne dominé par le FC Barcelone qui a remporté tous les titres nationaux, l'équipe-type de la saison est :
| Poste           | Joueur                     | Équipe              |
| --------------- | -------------------------- | ------------------- |
| Meilleur joueur | Adrià Figueras             | BM Granollers       |
| Gardien de but  | Vladimir Cupara            | CB Ademar León      |
| Ailier gauche   | Ángel Fernández Pérez      | Naturhouse La Rioja |
| Arrière gauche  | Wael Jallouz               | FC Barcelone        |
| Demi-centre     | Raúl Entrerríos            | FC Barcelone        |
| Arrière droit   | Oswaldo Dos Santos Maestro | CB Villa de Aranda  |
| Ailier droit    | Javier Muñoz               | CB Villa de Aranda  |
| Pivot           | Adrià Figueras             | BM Granollers       |
| Défenseur       | Viran Morros               | FC Barcelone        |
| Entraîneur      | Rafael Guijosa             | CB Ademar León      |
| Espoir          | Erik Balenciaga            | SD Teucro           |

### Saison2016-2017
À l'issue du Championnat d'Espagne, une nouvelle fois dominé par le FC Barcelone qui a remporté tous les titres nationaux, l'équipe-type de la saison est :
| Poste           | Joueur                  | Équipe              |
| --------------- | ----------------------- | ------------------- |
| Meilleur joueur | Gonzalo Pérez de Vargas | FC Barcelone        |
| Gardien de but  | Gonzalo Pérez de Vargas | FC Barcelone        |
| Ailier gauche   | Ángel Fernández Pérez   | Naturhouse La Rioja |
| Arrière gauche  | Alejandro Costoya       | CB Ademar León      |
| Demi-centre     | Raúl Entrerríos         | FC Barcelone        |
| Arrière droit   | Kiril Lazarov           | FC Barcelone        |
| Ailier droit    | Victor Tomas            | FC Barcelone        |
| Pivot           | Adrià Figueras          | BM Granollers       |
| Défenseur       | Viran Morros            | FC Barcelone        |
| Entraîneur      | Rafael Guijosa          | CB Ademar León      |
| Espoir          | Kauldi Odriozola        | CD Bidasoa Irun     |

### Saison2017-2018
À l'issue du Championnat d'Espagne, une nouvelle fois dominé par le FC Barcelone qui a remporté tous les titres nationaux, l'équipe-type de la saison est :
| Poste           | Joueur                      | Équipe               |
| --------------- | --------------------------- | -------------------- |
| Meilleur joueur | Adrià Figueras (2)          | BM Granollers        |
| Gardien de but  | Gonzalo Pérez de Vargas (3) | FC Barcelone         |
| Ailier gauche   | Ángel Fernández Pérez (3)   | CB Ciudad de Logroño |
| Arrière gauche  | Alejandro Costoya (2)       | CB Ademar León       |
| Demi-centre     | Raúl Entrerríos (6)         | FC Barcelone         |
| Arrière droit   | Imanol Garciandia           | CB Ciudad de Logroño |
| Ailier droit    | Kauldi Odriozola            | CD Bidasoa Irún      |
| Pivot           | Adrià Figueras              | BM Granollers        |
| Défenseur       | Viran Morros                | FC Barcelone         |
| Entraîneur      | Antonio Rama                | BM Granollers        |
| Espoir          | Yoan Balázquez              | SD Teucro            |

### Saison2018-2019
À l'issue du Championnat d'Espagne, une nouvelle fois dominé par le FC Barcelone qui a remporté tous les titres nationaux, l'équipe-type de la saison est, :
| Poste           | Joueur                      | Équipe          | Votes   |
| --------------- | --------------------------- | --------------- | ------- |
| Meilleur joueur | Raúl Entrerríos             | FC Barcelone    | -       |
| Gardien de but  | Gonzalo Pérez de Vargas (4) | FC Barcelone    | 39,45 % |
| Ailier gauche   | Jaime Fernández             | CB Ademar León  | 25,85 % |
| Arrière gauche  | Pablo Simonet               | BM Benidorm     | 32,86 % |
| Demi-centre     | Raúl Entrerríos (7)         | FC Barcelone    | 33,16 % |
| Arrière droit   | Dika Mem                    | FC Barcelone    | 35,23 % |
| Ailier droit    | Kauldi Odriozola (2)        | CD Bidasoa Irún | 28,58 % |
| Pivot           | Ludovic Fabregas            | FC Barcelone    | 42,45 % |
| Défenseur       | Thiagus dos Santos          | FC Barcelone    | 29,86 % |
| Entraîneur      | Jacobo Cuétara              | CD Bidasoa Irún | 38,62 % |
| Espoir          | Natan Suárez                | BM Cuenca       | 28,55 % |

### Saison2019-2020
À l'issue du Championnat d'Espagne, une nouvelle fois dominé par le FC Barcelone qui a remporté tous les titres nationaux, l'équipe-type de la saison est, :
| Poste           | Joueur                      | Équipe             | Votes |
| --------------- | --------------------------- | ------------------ | ----- |
| Meilleur joueur | Jaime Fernández             | Abanca Ademar León | -     |
| Gardien de but  | Gonzalo Pérez de Vargas (5) | FC Barcelone       | 43 %  |
| Ailier gauche   | Jaime Fernández (2)         | CB Ademar León     | 34 %  |
| Arrière gauche  | Pablo Simonet (2)           | BM Benidorm        | 37 %  |
| Demi-centre     | Raúl Entrerríos (8)         | FC Barcelone       | 36 %  |
| Arrière droit   | Dika Mem (2)                | FC Barcelone       | 32 %  |
| Ailier droit    | Aleix Gómez                 | FC Barcelone       | 26 %  |
| Pivot           | Ludovic Fabregas (2)        | FC Barcelone       | 43 %  |
| Défenseur       | Gonzalo Carou               | CB Ademar León     | 31 %  |
| Entraîneur      | Manolo Cadenas              | CB Ademar León     | 32 %  |
| Espoir          | Álex Pascual                | FC Barcelone       | 27 %  |

### Saison2020-2021
À l'issue du Championnat d'Espagne, une nouvelle fois dominé par le FC Barcelone qui a remporté tous les titres nationaux, l'équipe-type de la saison est :
| Poste           | Joueur                  | Équipe          |
| --------------- | ----------------------- | --------------- |
| Meilleur joueur | Raúl Entrerríos         | FC Barcelone    |
| Gardien de but  | Gonzalo Pérez de Vargas | FC Barcelone    |
| Ailier gauche   | Daniel Fernández        | BM Cangas       |
| Arrière gauche  | Antonio García          | BM Granollers   |
| Demi-centre     | Raúl Entrerríos         | FC Barcelone    |
| Arrière droit   | Dika Mem                | FC Barcelone    |
| Ailier droit    | Gonzalo Pérez Arce (es) | CB Ademar León  |
| Pivot           | Ludovic Fabregas        | FC Barcelone    |
| Défenseur       | Thiagus dos Santos      | FC Barcelone    |
| Entraîneur      | Xavier Pascual Fuertes  | FC Barcelone    |
| Espoir          | Ander Izquierdo (es)    | SCDR Anaitasuna |

### Saison2021-2022
À l'issue du championnat d'Espagne, une nouvelle fois dominé par le FC Barcelone qui a remporté tous les titres nationaux, l'équipe-type de la saison est :
| Poste           | Joueur                  | Équipe                 |
| --------------- | ----------------------- | ---------------------- |
| Meilleur joueur | Dika Mem                | FC Barcelone           |
| Gardien de but  | Gonzalo Pérez de Vargas | FC Barcelone           |
| Ailier gauche   | Daniel Fernández        | BM Cangas              |
| Arrière gauche  | Antonio García          | BM Granollers          |
| Demi-centre     | Agustín Casado          | CB Ciudad de Logroño   |
| Arrière droit   | Dika Mem                | FC Barcelone           |
| Ailier droit    | Aleix Gómez             | FC Barcelone           |
| Pivot           | Ludovic Fabregas        | FC Barcelone           |
| Défenseur       | Thiagus dos Santos      | FC Barcelone           |
| Entraîneur      | Alex Mozas              | BM Torrebalonmano (es) |
| Espoir          | Alex Rubiño             | CB Ciudad de Logroño   |

### Saison2022-2023
À l'issue du championnat d'Espagne, une nouvelle fois dominé par le FC Barcelone qui a remporté tous les titres nationaux, l'équipe-type de la saison est :
| Poste           | Joueur                  | Équipe                     |
| --------------- | ----------------------- | -------------------------- |
| Meilleur joueur | Gonzalo Pérez de Vargas | FC Barcelone               |
| Gardien de but  | Gonzalo Pérez de Vargas | FC Barcelone               |
| Ailier gauche   | Pancho Lombardi         | ADC Guadalajara            |
| Arrière gauche  | Antonio García          | BM Granollers              |
| Demi-centre     | Juan Castro Álvarez     | CB Ademar León             |
| Arrière droit   | Joaquim Nazaré (de)     | BM Ciudad Encantada Cuenca |
| Ailier droit    | Antonio Martínez        | CB Ademar León             |
| Pivot           | Ludovic Fabregas        | FC Barcelone               |
| Défenseur       | Thiagus dos Santos      | FC Barcelone               |
| Entraîneur      | Antonio Rama            | BM Granollers              |
| Espoir          | Faruk Yusuf             | BM Granollers              |

### Saison2023-2024
À l'issue du championnat d'Espagne, une nouvelle fois dominé par le FC Barcelone qui a remporté tous les titres nationaux, l'équipe-type de la saison est :
| Poste           | Joueur                  | Équipe          |
| --------------- | ----------------------- | --------------- |
| Meilleur joueur | Carlos Álvarez (de)     | CB Ademar León  |
| Gardien de but  | Gonzalo Pérez de Vargas | FC Barcelone    |
| Ailier gauche   | Adrián Casqueiro        | CB Ademar León  |
| Arrière gauche  | Antonio García          | BM Granollers   |
| Demi-centre     | Nacho Vallés            | CB Benidorm     |
| Arrière droit   | Dika Mem                | FC Barcelone    |
| Ailier droit    | Carlos Álvarez (de)     | CB Ademar León  |
| Pivot           | Esteban Salinas         | CD Bidasoa Irun |
| Défenseur       | Thiagus dos Santos      | FC Barcelone    |
| Entraîneur      | Antonio Rama            | BM Granollers   |
| Espoir          | Petar Cikusa            | FC Barcelone    |

## Meilleur handballeur mondial de l'année
Deux Espagnols ont été distingués meilleur handballeur mondial de l'année :
- Talant Dujshebaev en 1996,
- Rafael Guijosa en 1999.

À noter que Talant Dujshebaev a également été distingué en 1994 mais en tant que Russe et qu'Arpad Šterbik, distingué en 2005, n'est devenu Espagnol qu'en 2009.